# Герб Юрьянского района
Герб муниципального образования «Юрьянский район» — опознавательно-правовой знак, составленный и употребляемый в соответствии с правилами геральдики, служащий символом муниципального района «Юрьянский район» Кировской области Российской Федерации.

## Описание герба
Описание герба:
В зелёном поле на серебряной волнистой оконечности золотой чёлн с золотой мачтой, в котором поставлена прислонённая к мачте золотая икона Святого угодника Святителя Николая Чудотворца.

## Обоснование символики
Обоснование символики:
К уникальным явлениям на территории Юрьянского района относится обретение образа Святителя Николая Чудотворца на реке Великой в XIV веке, почитание которого со временем привело к возникновению Великорецкого крестного хода, насчитывающего более чем 600-летнюю историю, имеющего ныне Всероссийский статус и собирающего ежегодно более 50 тысяч паломников со всей России и других стран.
Основным символом, олицетворяющим Великорецкий крестный ход, является образ Святителя Николая. Именно центральная часть иконы Великорецкого образа Святителя Николая отражена в гербе. К характерным элементам изображения относится особая форма креста — лапчатый крест с шарами на концах, сходная с формой креста в гербе земли Вятской, а ныне — Кировской области.
Известно, что до 1778 года крестный путь с иконой из Хлынова к месту её чудесного обретения совершался по воде — по рекам Вятке и Великой. По воде же чудотворная икона совершала свои путешествия в Москву по монаршему повелению в 1555 и 1614 годах. Пример такого изображения мы находим в Лицевом летописном своде. Поэтому икона в гербе района изображена в челне (в лодке), плывущей по волнам.
Зелёный цвет поля символизирует лесные богатства района. Кроме того, зелёный цвет олицетворяет такие понятия как любовь, дружба, изобилие, воспитание и честь, стремление к победе. Золотой цвет символизирует такие качества и понятия как верность, справедливость, человеколюбие, мудрость и богатство – духовное и материальное. Серебряный цвет означает благородство, милосердие, надежду и согласие.

## История создания
- 17 апреля 2013 — герб района утверждён решением Юрьянской районной Думы[2].

- Герб Юрьянского района включён в Государственный геральдический регистр Российской Федерации под № 8386[1].